# 董文直
董文直（1225年—1276年），字彦正，真定路藁城县人，元朝初年将领，董俊的第四子。
董文直为人剛毅，不苟言笑，通经史法律。為藁城長官，佩金符。董俊死後，其兄董文炳、董文蔚、董文用相继离开故乡到外地出仕，董文直是兄弟中唯留在故乡的。董文直对待貧民性好施仁，家僮得病，他必亲手作粥药。有人劝他不要如此，他说：“不忍以其賤違吾愛心。”他棄官后，他的兄长们屡战屡立战功，家门烜赫，他却泰然处之，最终因病去世，享年五十二岁。